# Alicia Vikander
Alicia Amanda Vikander, född 3 oktober 1988 i Johannebergs församling i Göteborg, är en svensk skådespelare. 
Alicia Vikander fick sitt genombrott 2010 med filmen Till det som är vackert och tilldelades för sin rollprestation Guldbaggen för bästa kvinnliga huvudroll. 2012 blev hon uppmärksammad internationellt genom den danska filmen A Royal Affair och inledde därefter en framgångsrik karriär utomlands, bland annat med den bärande rollen i Testament of Youth (2014) och en av huvudrollerna i Ex Machina (2015). Vid Oscarsgalan 2016 vann hon en Oscar i kategorin Bästa kvinnliga biroll för rollen som Gerda Wegener i filmen The Danish Girl.

## Biografi
Alicia Vikander växte upp i Göteborg som dotter till skådespelaren Maria Fahl Vikander och psykiatern Svante Vikander (född 1948), men föräldrarna skilde sig tidigt i hennes barndom. 
Från sjuårsåldern medverkade hon i Kristina från Duvemåla med flera musikaler vid Göteborgsoperan och även någon teaterproduktion. Som åttaåring tävlade hon i TV4-programmet Småstjärnorna. Hon gick på Svenska Balettskolan i Göteborg 1998–2004. Gymnasieutbildningen genomgick hon vid Kungliga Svenska Balettskolan i Stockholm 2004–2007, varefter hon sökte till svenska teaterhögskolor fem gånger utan att bli antagen.
Under 2000-talets första decennium medverkade Vikander i ett par kortfilmer samt i olika TV-produktioner varav några kända är TV-serien Andra avenyn (2007–2008) och polisserien Höök (2008). Hon gjorde sin långfilmsdebut med huvudrollen i Lisa Langseths Till det som är vackert 2010. För rollprestationen blev hon 2011 tilldelad Guldbaggen för bästa kvinnliga huvudroll. Vikander prisades även som årets Rising Star av Stockholms filmfestival 2010. Samma år spelades Ella Lemhagens film Kronjuvelerna in, där Vikander har en huvudroll. Filmen hade premiär 2011. År 2013 medverkade hon i Lisa Langseths andra långfilm Hotell.
Under 2011 fick hon efter en audition rollen som den englandsfödda danska drottningen Caroline Mathilde i den danska filmen A Royal Affair (En kongelig affære), där hon spelade mot Mads Mikkelsen. Den filmen, samt hennes biroll som Kitty i den brittiska filmatiseringen av Tolstojs Anna Karenina (2012), blev starten på hennes internationella karriär.
Under de följande två åren medverkade hon i filmer som The Fifth Estate (2013) om Wikileaksgrundaren Julian Assange, spelad av Benedict Cumberbatch; i den australiensiska kriminalfilmen Son of a Gun (2014) och i den amerikanska fantasyfilmen Seventh Son (2014) med bland andra Julianne Moore och Jeff Bridges.

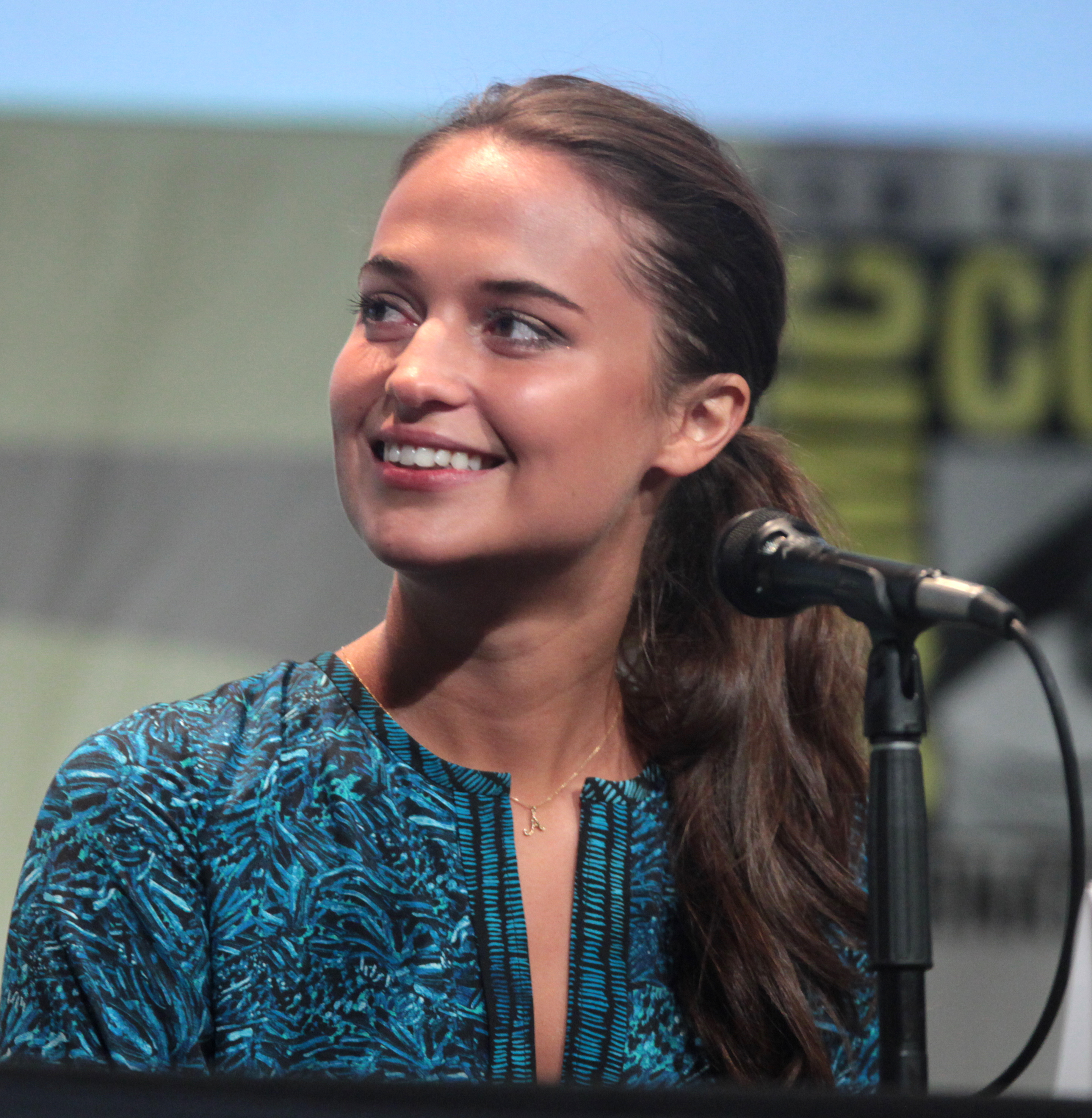
Alicia Vikander vid San Diego Comic-Con International 2015.

Våren 2015 var det biografpremiär på de brittiska filmerna Testament of Youth och Ex Machina där hennes rollprestationer fick lysande recensioner i internationell press. I Testament of Youth, som utspelar sig under första världskriget, spelar hon den bärande rollen som den unga stridbara Vera Brittain, i sciencefictionfilmen Ex Machina gör hon rollen som androiden Ava.
År 2015 blev Alicia Vikander första svenska på 40 år att pryda tidningen Vogues omslag. Senast det hände var på 1970-talet då modellen Gunilla Lindblad var med på flera omslag.
Under 2015 kom ytterligare fem filmer som Vikander medverkar i, blandat annat The Man from U.N.C.L.E. i regi av Guy Ritchie, The Light between Oceans, där hon spelar mot Michael Fassbender, och The Danish Girl, där hon gör rollen som Gerda Wegener, hustru till Einar Wegener som var en av de första transkvinnorna som gjort en könskorrigerande operation. Inför Golden Globe-galan 2016 nominerades Vikander i två kategorier: Bästa kvinnliga huvudroll i en dramafilm för rollen i The Danish Girl och Bästa kvinnliga biroll för Ex Machina. Samma år tilldelades hon en Oscar i kategorin Bästa kvinnliga biroll för rollen i The Danish Girl. Vikander blev därmed andra svenska någonsin att tilldelas en Oscar för skådespeleri. Senast det skedde var 1975 när Ingrid Bergman prisades för Mordet på Orientexpressen. Bergman vann totalt tre Oscars under sin karriär.
Den 23 juni 2015 meddelades det att Vikander spelar mot Matt Damon i den nya Bournefilmen. I april 2016 meddelades att hon ikläder sig rollen som Lara Croft i en tredje film om Tomb Raider.
Tillsammans med sin agent Charles Collier startade Alicia Vikander år 2016 produktionsbolaget Vikarious Productions i London för att framför allt satsa på filmer av kvinnliga upphovspersoner och med mer intressanta kvinnliga roller för fler. Bolagets första produktion blev en samproduktion av Lisa Langseths första internationella film Euphoria (2017). Vikander spelade där även en av huvudrollerna i filmen som syster till Eva Green.
Hösten 2016 formgav Alicia Vikander Rosa bandet för Cancerfonden.

## Privatliv
År 2011 inledde Vikander sin internationella karriär med att dela en liten lägenhet och säng i centrala London med duon i Icona Pop och Tove Lo. 2015 återvände hon sedan och bosatte sig i London. Hon och skådespelaren Michael Fassbender har varit ett par sedan hösten 2014. I oktober 2017 gifte de sig på ön Ibiza. Därefter bosatte de sig i Lissabon för att undvika brexit och på grund av Fassbenders surfingintresse. Paret har två barn, födda 2021 respektive 2024.

## Filmografi
| År   | Titel                                | Roll                            | Anmärkning |
| ---- | ------------------------------------ | ------------------------------- | --- |
| 2002 | Min balsamerade mor                  | Ebba Du Rietz                   | TV-film |
| 2006 | Standing Outside Doors               | Alicia                          | Kortfilm |
| 2007 | Sanningens mörker                    | Sandra Svensson                 | Kortfilm |
| 2007 | Regnet                               | Dansare                         | Kortfilm |
| 2008 | Love                                 | Fredrika                        | Kortfilm |
| 2009 | Susans längtan                       | Tjej i lägenhet                 | Kortfilm |
| 2010 | Till det som är vackert              | Katarina                        | Guldbaggen för bästa kvinnliga huvudroll |
| 2011 | Jeu de chiennes                      | Alicia                          | Kortfilm |
| 2011 | Kronjuvelerna                        | Fragancia Fernandez             | |
| 2012 | A Royal Affair                       | Caroline Mathilde               | |
| 2012 | Anna Karenina                        | Katerina "Kitty" Alexandrovna   | |
| 2013 | The Fifth Estate                     | Anke Domscheit-Berg             | |
| 2013 | Hotell                               | Erika                           | |
| 2014 | Testament of Youth                   | Vera Brittain                   | |
| 2014 | Son of a Gun                         | Tasha                           | |
| 2014 | Seventh Son                          | Alice Deane                     | |
| 2015 | Jag är Ingrid                        | Ingrid Bergman (röst)           | Dokumentär |
| 2015 | The Man from U.N.C.L.E.              | Gabriella "Gaby" Teller         | |
| 2015 | The Danish Girl                      | Gerda Wegener                   | Oscar för bästa kvinnliga biroll Screen Actors Guild Award för bästa kvinnliga biroll Critics' Choice Movie Award för bästa kvinnliga biroll Satellite Award för bästa kvinnliga biroll Nominerad — Golden Globe Award för bästa kvinnliga huvudroll – drama Nominerad — BAFTA Award för bästa kvinnliga huvudroll |
| 2015 | Bränd                                | Anne Marie                      | |
| 2015 | The Magic Diner                      | Sig själv                       | Kortfilm |
| 2015 | Ex Machina                           | Ava                             | Nominerad — Golden Globe Award för bästa kvinnliga biroll Nominerad — BAFTA Award för bästa kvinnliga biroll Nominerad — Saturn Award för bästa kvinnliga biroll |
| 2016 | Jason Bourne                         | Heather Lee                     | |
| 2016 | Fyren mellan haven                   | Isabel Graysmark Sherbourne     | |
| 2017 | Birds Like Us                        | Huppu (röst)                    | |
| 2017 | Tulpanfeber                          | Sophia Sandvoort                | |
| 2017 | Euphoria                             | Ines Thompson                   | Även producent |
| 2017 | Kärlek över haven (även Submergence) | Danielle Flinders               | |
| 2017 | Trollvinter i Mumindalen             | Lilla My / Hunden Ynk (röster)  | |
| 2018 | The Magic Diner Part II              | Sig själv                       | Kortfilm |
| 2018 | Tomb Raider                          | Lara Croft                      | |
| 2018 | Arden’s Wake: Tide’s Fall            | Meena (röst)                    | Kortfilm, animerad virtuell verklighet, även exekutiv producent |
| 2018 | Anthropocene: The Human Epoch        | Berättarröst                    | Dokumentär |
| 2019 | One Red Nose Day and a Wedding       | Faith                           | Kortfilm |
| 2019 | I Am Easy to Find                    | Kvinna                          | Kortfilm, svartvitt |
| 2019 | Earthquake Bird                      | Lucy Fly                        | |
| 2020 | The Glorias                          | Gloria Steinem (i åldern 20–40) | |
| 2021 | Corona Film Club                     | Sig själv                       | Dokumentär |
| 2021 | Blue Bayou                           | Kathy LeBlanc                   | Sjunger "Blue Bayou" |
| 2021 | The Green Knight                     | Essel / damen                   | |
| 2021 | Beckett                              | April Hanson                    | TV-film |
| 2023 | Firebrand                            | Katherine Parr                  | |
| 2024 | Rumours                              | Celestine Sproul                | |
| 2024 | The Assessment                       | Virginia                        | |
| 2025 | The Wizard of the Kremlin            | Ksenia                          | |
| TBA  | The Last Day                         |                                 | |

| År        | Titel           | Roll                              | Anmärkning              |
| --------- | --------------- | --------------------------------- | ----------------------- |
| 2003      | En ö i havet    | Susi                              |                         |
| 2005      | En decemberdröm | Toni/Tony                         |                         |
| 2007      | Levande föda    | Linda                             |                         |
| 2007–2008 | Andra Avenyn    | Josefin (Jossan) Björn-Tegebrandt |                         |
| 2008      | Höök            | Katarina                          |                         |
| 2022      | Irma Vep        | Mira Harberg                      | även exekutiv producent |

## Priser och nomineringar (i urval)
- 2010 – "Rising star", Stockholms filmfestival
- 2011 – "Shooting Star", Berlins filmfestival
- 2011 – Guldbaggen för Bästa kvinnliga huvudroll (Till det som är vackert)
- 2012 – Nominerades till BAFTA:s "Rising Star Award"
- 2012 – Tilldelades Såstaholms pris till Höstsols minne.
- 2012 – Utsågs till Årets bäst klädda svenska kvinna vid svenska Ellegalan i januari 2012 .[26]
- 2016 – Nominerades till två Golden Globes (Ex Machina och The Danish Girl)
- 2016 – Vann Satellite Award för bästa kvinnliga biroll i en film (The Danish Girl)
- 2016 – Vann Critics' Choice Movie Award för bästa kvinnliga biroll (The Danish Girl)
- 2016 – Vann Screen Actors Guild Award i kategorin Bästa kvinnliga biroll (The Danish Girl)[27]
- 2016 – Vann en Oscar för bästa kvinnliga biroll (The Danish Girl).
- 2016 – Vann Award Awards i kategorin "Årets röda matta och eftermingel"[28]